# Anna de Waal
Anna de Waal (Culemborg, 25 november 1906 - Arnhem, 21 maart 1981) was een Nederlands geograaf, politicus en bestuurder. Zij was staatssecretaris van 1953 tot 1957, en daarmee de eerste Nederlandse bewindsvrouw.
Anna de Waal begon haar carrière als lerares aardrijkskunde in Nederlands-Indië. Na het uitbreken van de Tweede Wereldoorlog werd zij als Indische gijzelaar van juli tot november 1940 geïnterneerd in het concentratiekamp Ravensbrück. Na de oorlog werd zij wetenschappelijk medewerker in de geografie aan de Rijksuniversiteit Utrecht. Naar aanleiding van de tentoonstelling De Nederlandse Vrouw 1898-1948 stelde zij samen met Willemijn Posthumus-van der Goot het boek Van moeder op dochter : het aandeel van de vrouw in een veranderende wereld samen.
In 1951 was ze VN vrouwenvertegenwoordiger en ging ze naar de Algemene Vergadering van de Verenigde Naties om daar een speech te geven.
De Waal werd politiek actief als gemeenteraadslid in Utrecht en Tweede Kamerlid voor de KVP. In 1953 werd zij staatssecretaris van Onderwijs onder minister Cals in de kabinetten Drees II en Drees III. Omdat haar beëdiging samenviel met de Watersnood in Zeeland en Zuid-Holland, trok die weinig aandacht. Ook de rest van haar ambtsperiode was weinig opvallend. In 1954 reikte zij de P.C. Hooft-prijs uit aan de schrijver F. Bordewijk. Van 1958 tot 1962 was zij lid van de Provinciale Staten van Utrecht. In 1962 verliet Anna de Waal de KVP vanwege het standpunt over Nieuw-Guinea, en gaf haar stem aan de PSP.
Zij overleed op 74-jarige leeftijd en is begraven op begraafplaats de Leeuwerenk in Wageningen.